# Instituto Astronômico Sternberg

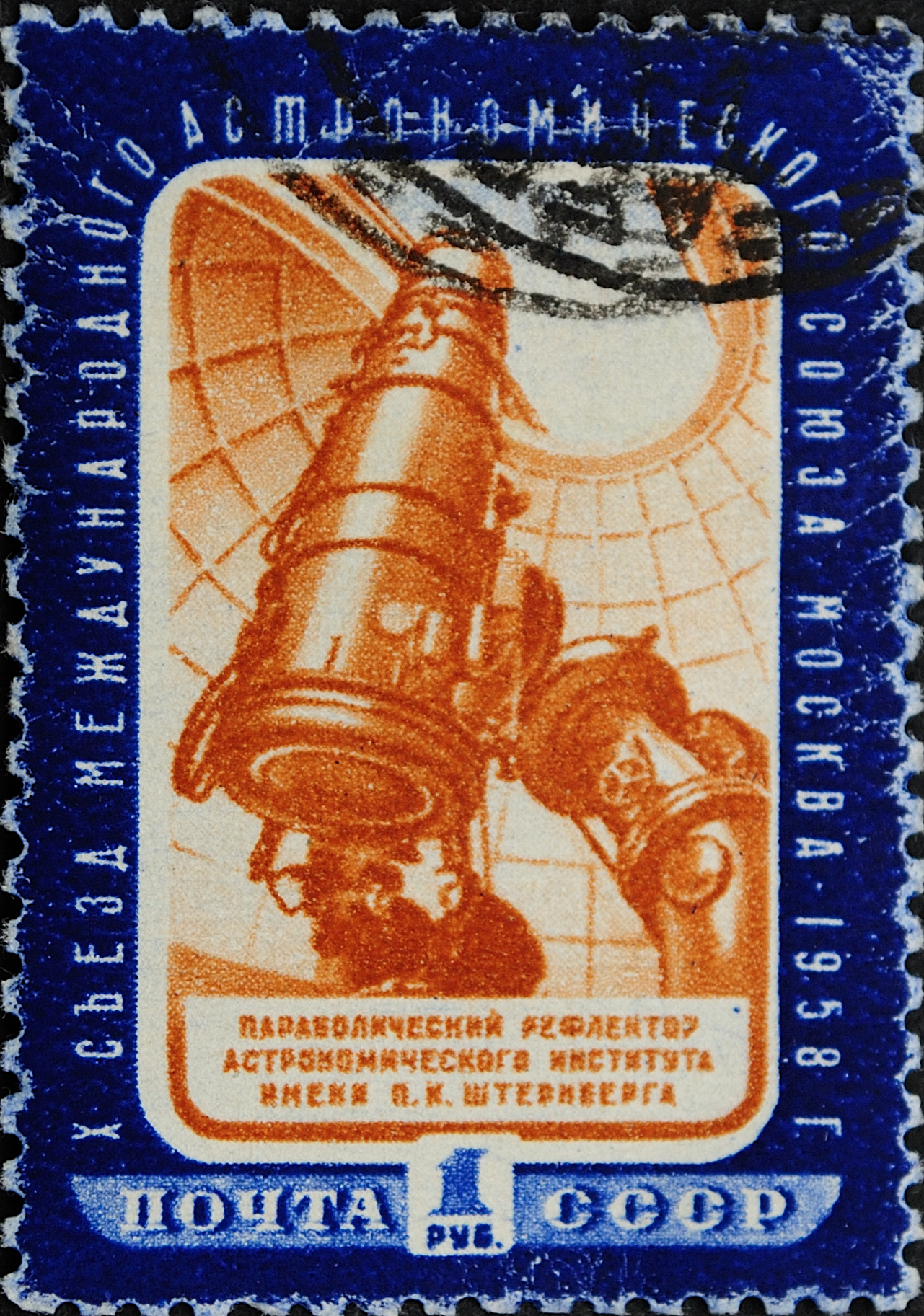
Telescópio do Instituto Astronômico Sternberg, União Soviética, 1958

O Instituto Astronômico Sternberg (em russo:  Государственный астрономический институт имени Штернберга), também conhecido como GAISh (ГАИШ), é um instituto de pesquisa situado em Moscou, Rússia, uma divisão da Universidade Estatal de Moscou. O topônimo homenageia o astrônomo Pavel Shternberg.
O asteroide 14789 GAISH foi batizado em sua homenagem.